# Hélice propulsive

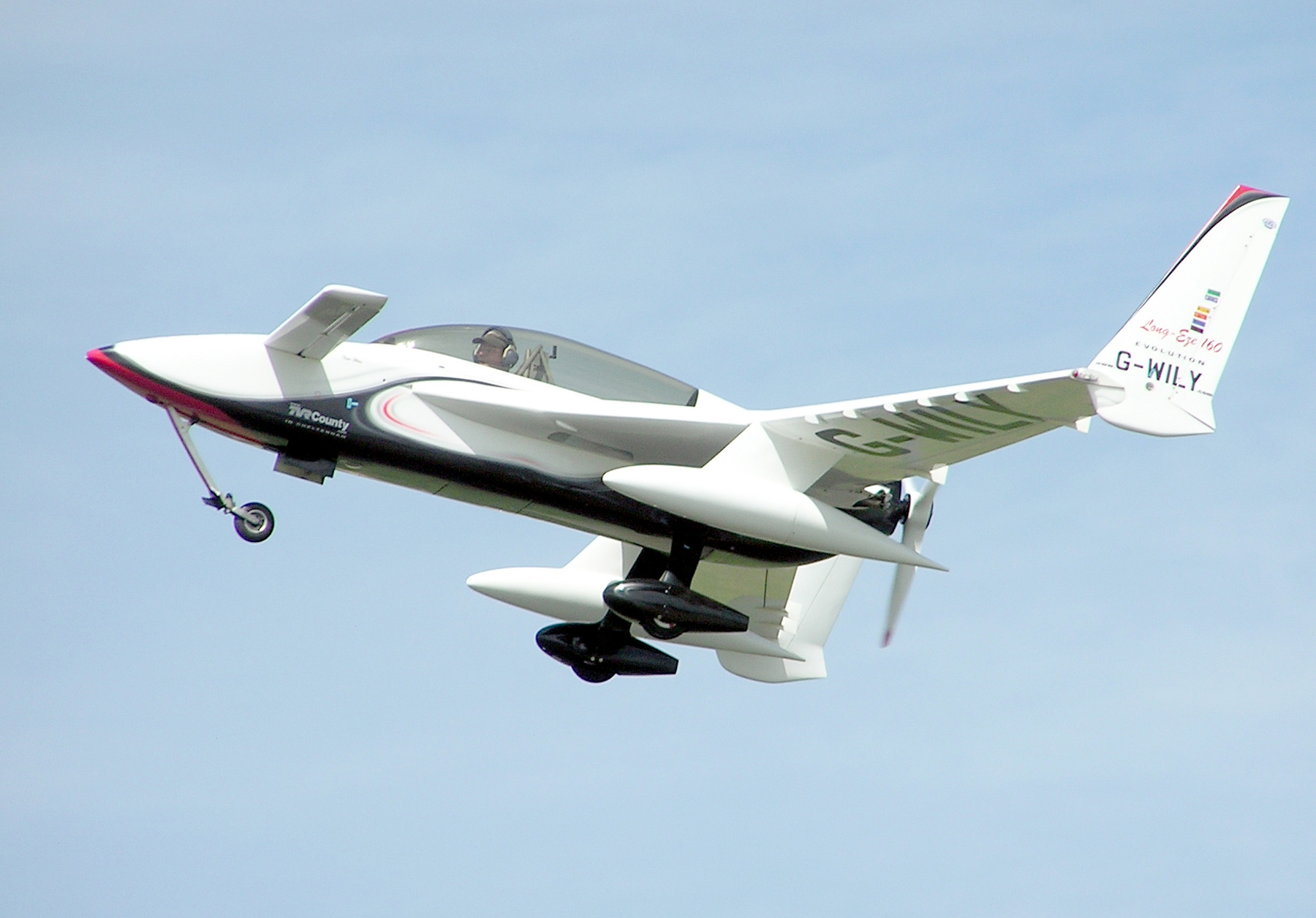
Rutan Long-EZ (1979).

En aéronautique, un moteur à hélice propulsive est un moteur placé devant l'hélice qu'il actionne. De ce fait, l'hélice donne l'impression de « pousser » l'aéronef. Dans la configuration classique, au contraire, l'hélice est située devant le moteur et donne l'impression de « tirer » l'avion : on parle d'hélice « tractive ».
Sur les monomoteurs, l'hélice propulsive est située à l'arrière du fuselage ou de la nacelle. La queue de l'avion doit donc avoir une forme particulière telle qu'une queue bipoutre.
Sur les multimoteurs, les moteurs et leurs hélices sont situés près du bord de fuite de l'aile.

## Histoire

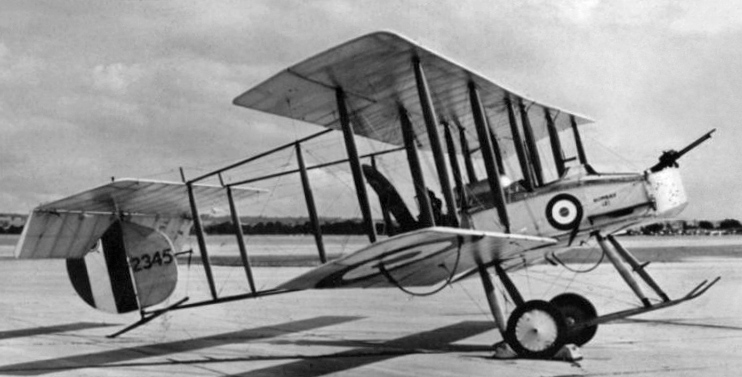
Vickers F.B.5. Gunbus (1914).

Dans les débuts de l'aviation, l'hélice propulsive a été souvent utilisée, par exemple sur le Wright Flyer ou sur le biplan Curtiss Pusher utilisé par Eugene Ely pour le premier décollage depuis un navire.
Pendant la Première Guerre mondiale, cette configuration était préconisée par la France et le Royaume-Uni car elle permettait le tir à la mitrailleuse vers l'avant sans être gêné par l'hélice. On l'observe sur les Vickers F.B.5 « Gunbus », Royal Aircraft Factory F.E.2 et Airco DH.2. Par la suite, avec le développement du tir à travers l'hélice, cette configuration s'est raréfiée. Dans les années 1930, on l'observe sur l'hydravion monomoteur Supermarine Walrus. À cette époque, de grands hydravions multimoteurs sont construits, mais plutôt en configuration mixte push-pull, avec un moteur à hélice tractive et un autre à hélice propulsive sur le même axe. Le moteur à hélice propulsive a été utilisé sur le Convair B-36, le plus grand bombardier construit par les États-Unis avec six moteurs en étoile Pratt & Whitney R-4360 de 3 800 ch. Par la suite, ont été ajoutés quatre turboréacteurs General Electric J47.
Certains avions de tourisme légers modernes sont équipés d'hélices propulsives tels que le Quad City Challenger, le Cirrus VK-30 et les célèbres avions « canards » conçus par Burt Rutan : Varieze et Long-EZ. Mais c'est surtout sur les drones de combat à moteur à hélice que la configuration fait son grand retour : Boeing ScanEagle, RQ-1 Predator, MQ-1C Warrior, RQ-2 Pioneer, RQ-5 Hunter, RQ-7 Shadow, MQ-9 Reaper, RQ-11 Raven, RQ-15 Neptune… En effet, sur ces avions sans pilote, beaucoup d'inconvénients décrits ci-après disparaissent.

## Avantages
- Amélioration de la trainée car le flux d'air autour du fuselage est laminaire. On peut faire un parallèle avec les navires dont les hélices sont situées à l'arrière. Cependant l'effet sur un avion (à vitesse rapide dans un milieu gazeux) est moindre que sur un navire (à vitesse lente dans un milieu liquide).
- Avion plus manœuvrable car :
  - la poussée d'un moteur à hélice propulsive est plus stable que celle d'un moteur à hélice tractive dont le flux est perturbé quand il s'écoule autour du fuselage.
  - le moteur à hélice propulsive est plus proche de la queue de l'avion, et donc le flux généré plus efficace sur les gouvernes de queue.
- Meilleure visibilité pour les avions mono-moteurs qui ne sont plus gênés par la présence d'une hélice sur l'avant. La configuration a donc été utilisée pour les premiers avions de reconnaissance et les avions de tourisme ultra-légers récents.
- Les incidents de moteurs (fuite de carburant, incendie…) ne se propagent pas vers le pilote. Par contre, ils risquent d'endommager davantage la queue de l'appareil.

## Inconvénients
- Quand le pilote doit sauter en parachute, il risque de heurter l'hélice du moteur situé sur l'arrière.
- En cas d’atterrissage en urgence, le moteur situé à l'arrière ne joue pas de rôle d'amortisseur pour le pilote.
- L'hélice est située en général au-dessus et en arrière du train d'atterrissage. De ce fait, elle peut être heurtée par des débris de la piste soulevés par les roues. Les avions avec hélice propulsives doivent donc décoller de pistes bien entretenues.
- En cas de gel, l'hélice peut être heurtée et endommagée par des morceaux de glace qui se détachent de l'aile.
- Le refroidissement par air du moteur est moins efficace du fait que les entrées de ventilation ne peuvent être que latérales (par exemple, le Dornier Do 335 avait de nombreux problèmes de casse de son moteur arrière pour ces raisons).
- Le niveau sonore est accru car le flux de l'échappement du moteur passe à travers l'hélice. Notamment pour les turbopropulseurs, en raison du volume important de gaz d'échappement.
- Pour les avions multimoteurs, les volets sont moins efficaces. D'une part la présence des moteurs sur le bord de fuite laisse moins de place disponible pour les volets. D'autre part, l'absence de moteurs en amont des volets fait que le flux d'air est moins rapide.

## Galerie photographique

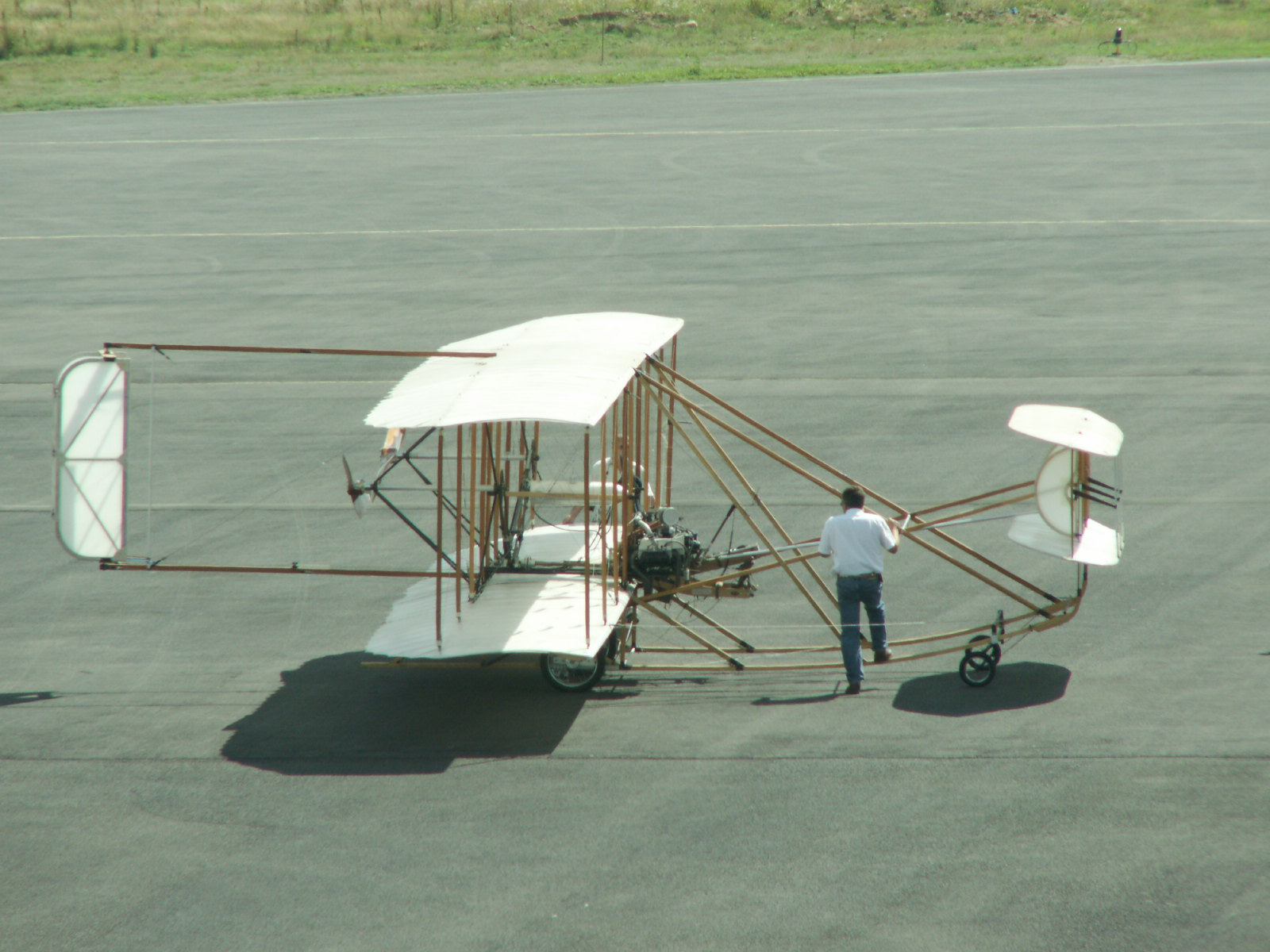
Réplique du Flyer des frères Wright (1903).
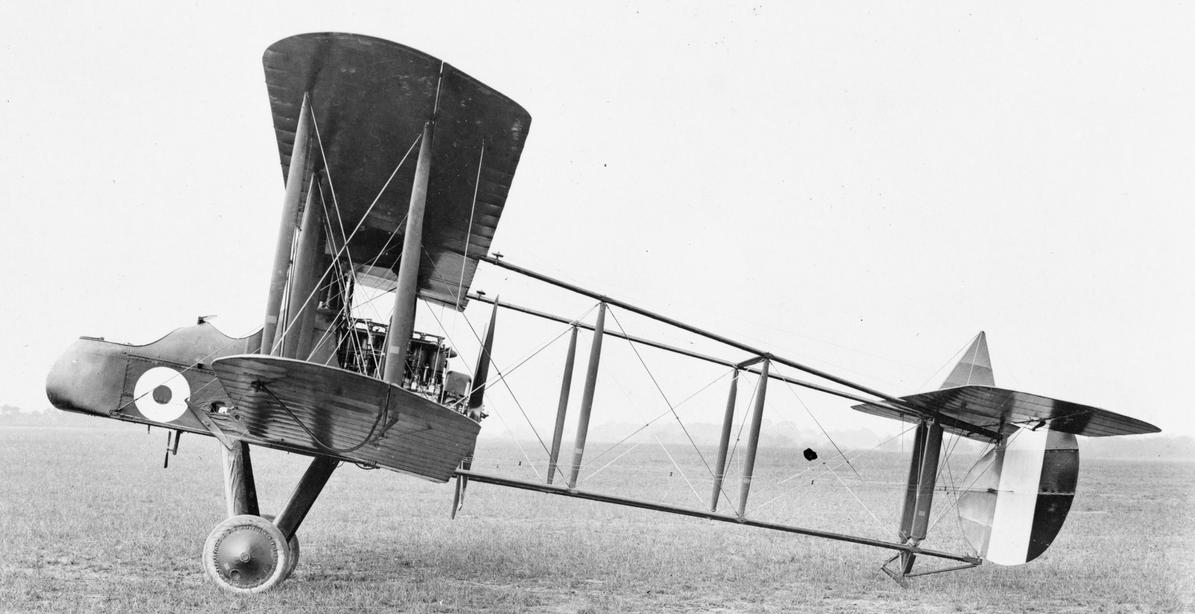
Royal Aircraft Factory F.E.2 (1914). Le moteur se trouve derrière l'aile.
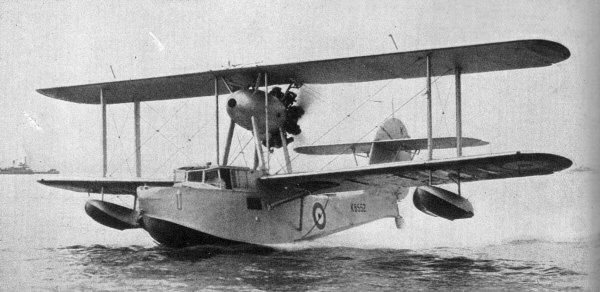
Hydravion Supermarine Walrus (1933).
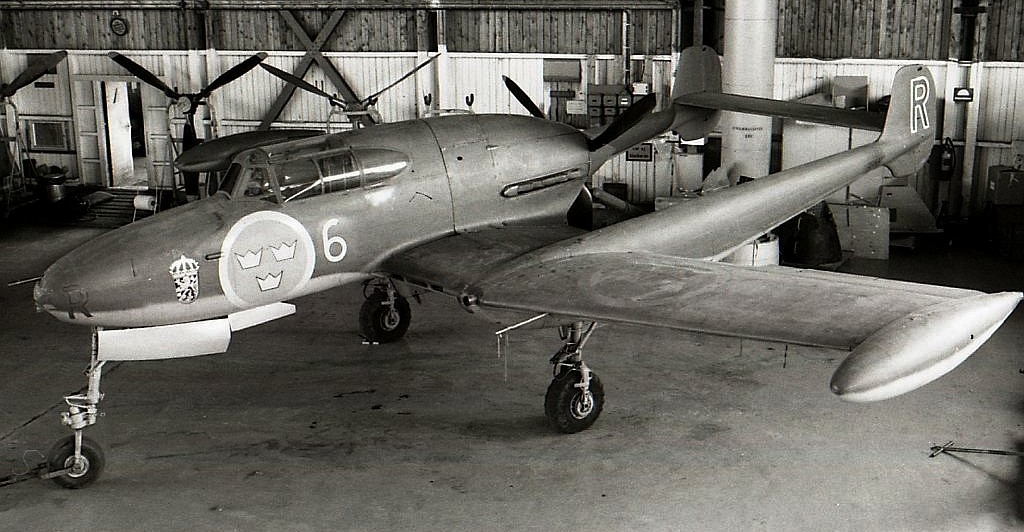
Saab J-21 (1943) avant son équipement avec des turboréacteurs.
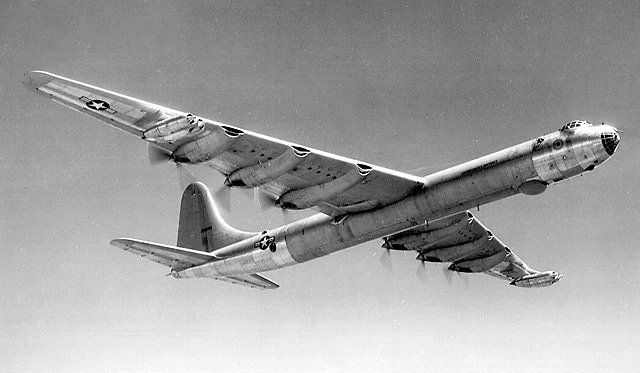
Convair B-36 Peacemaker (1946).
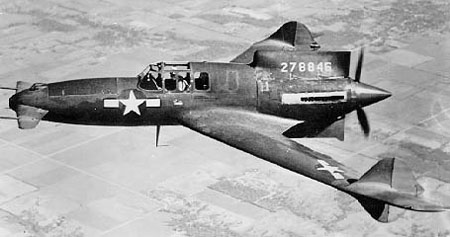
Chasseur expérimental XP-55 (1943).
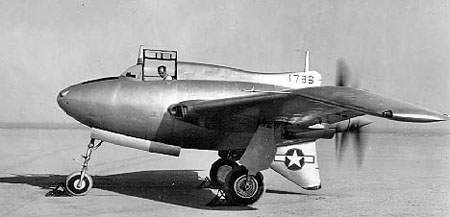
Chasseur expérimental XP-56 (1943).
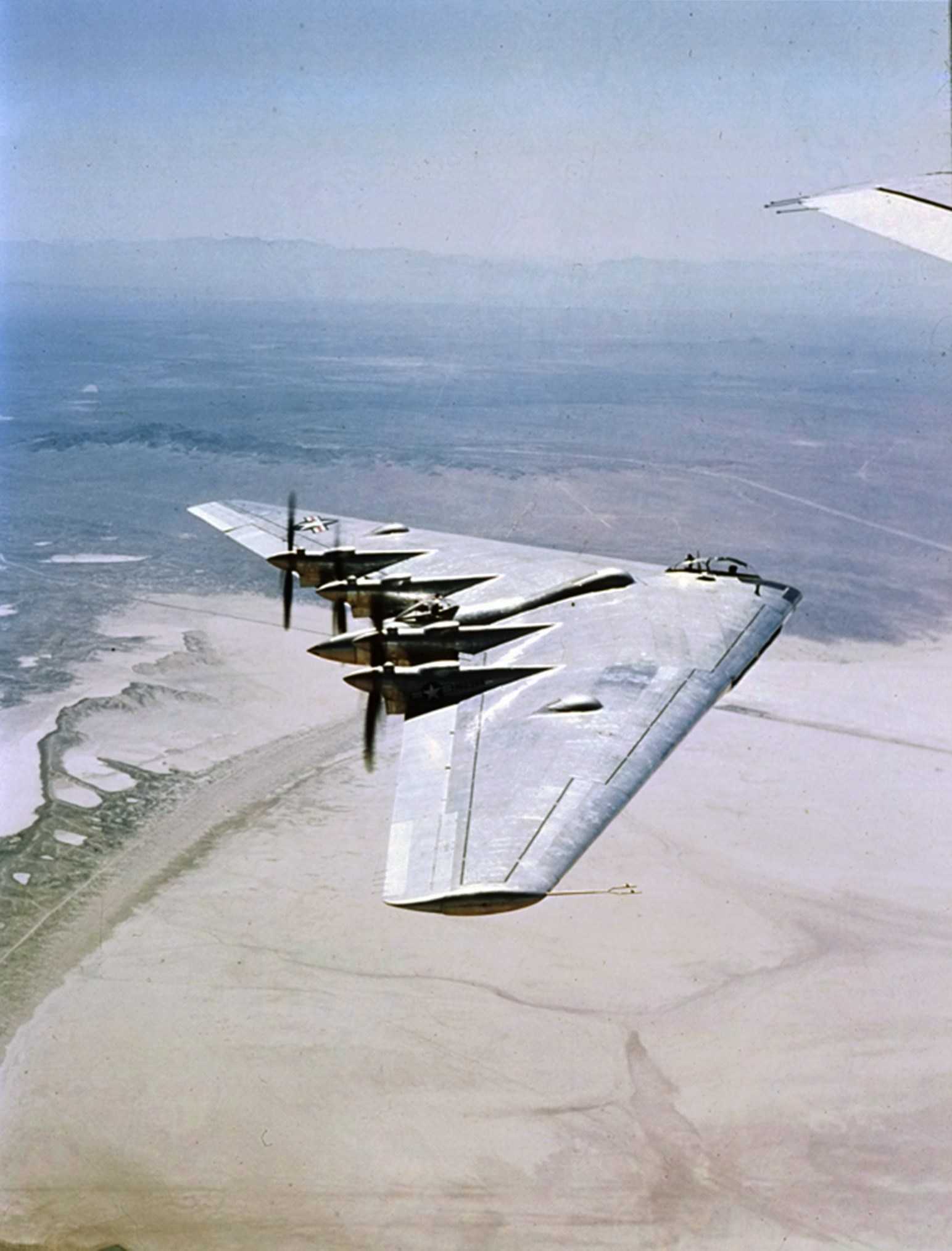
Aile volante expérimentale Northrop XB-35 (1946).
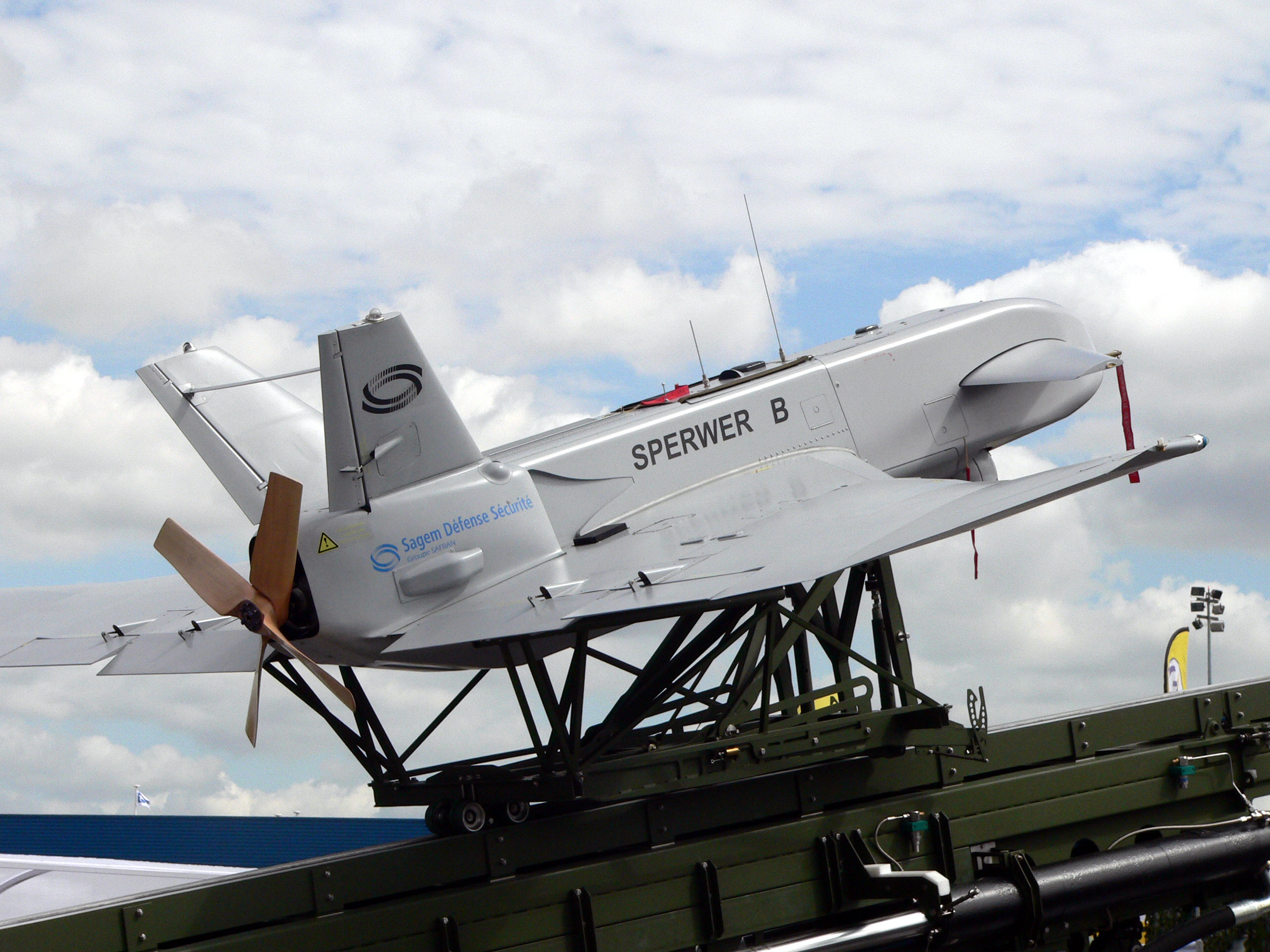
Drone Sagem Sperwer B (années 1990).
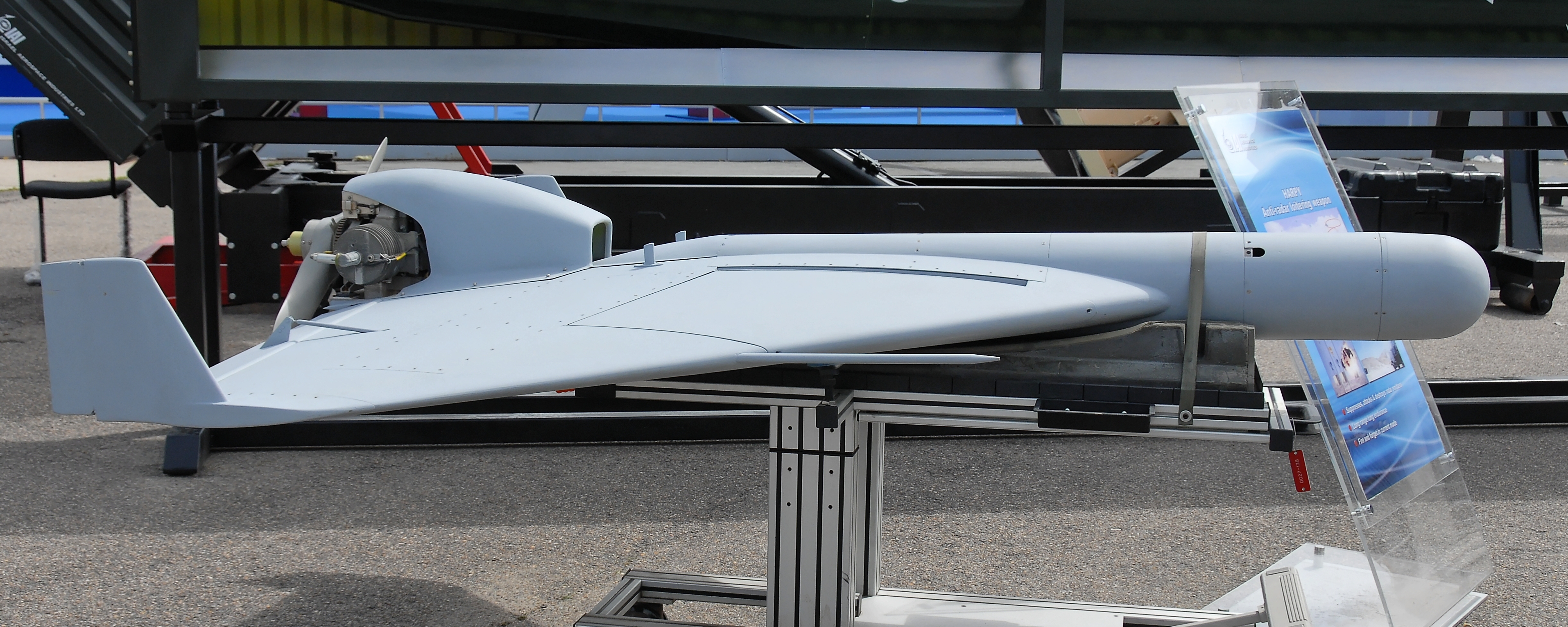
Drone IAI Heron (1994).
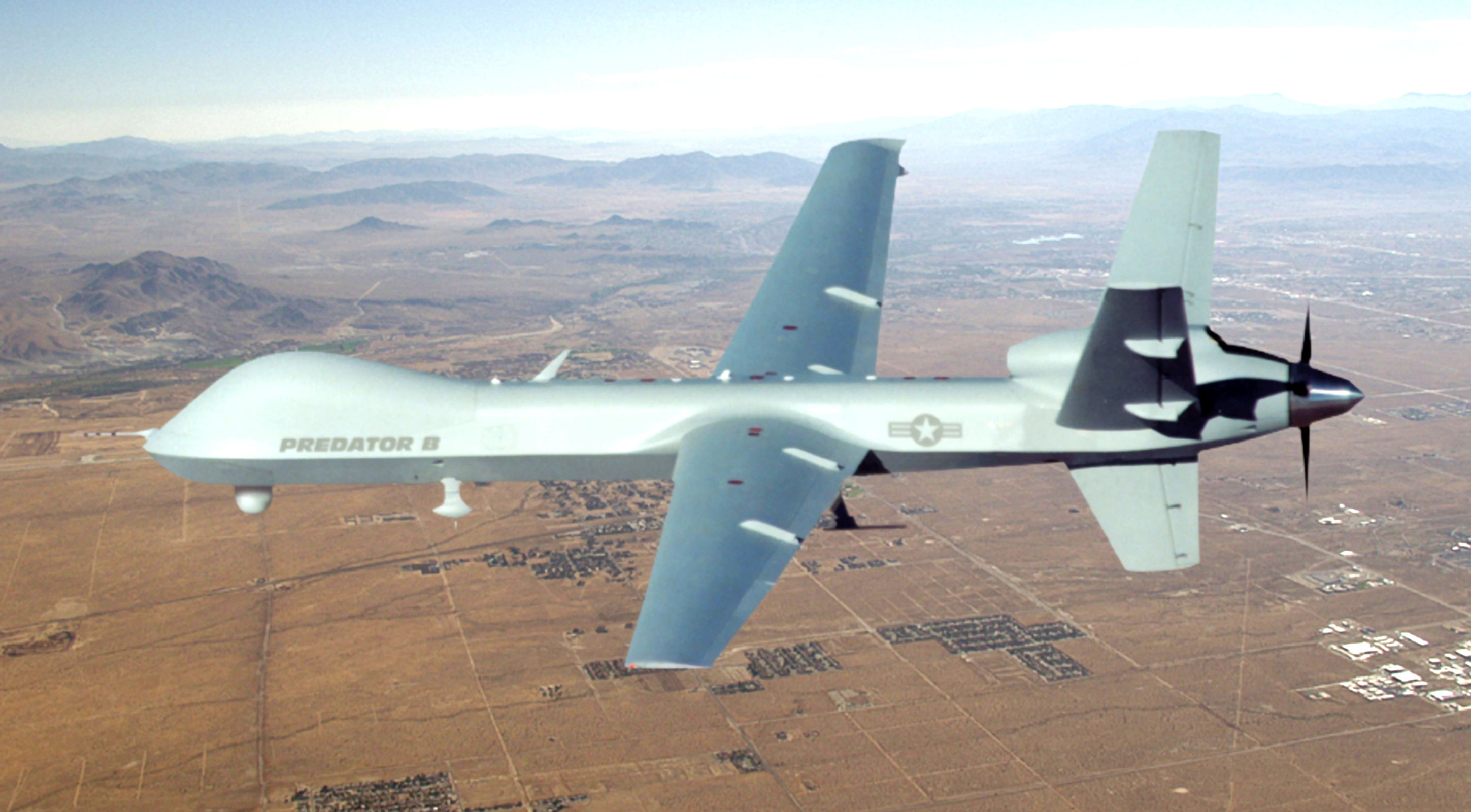
Drone MQ-9 Reaper (2001).